# NGC 621
NGC 621 is een lensvormig sterrenstelsel in het sterrenbeeld Driehoek. Het hemelobject werd op 24 november 1883 ontdekt door de Franse astronoom Édouard Jean-Marie Stephan.

## Synoniemen
- PGC 5984
- UGC 1147
- MCG 6-4-45
- ZWG 521.55
- 4ZW 54